# Thomas Hoersen
Thomas Hoersen (* 11. Januar 1972 in Mönchengladbach) ist ein ehemaliger deutscher Fußballspieler. Er bestritt in seiner Laufbahn insgesamt 94 Bundesligaspiele (drei Tore) sowie 73 Zweitligaspiele (zwei Tore).

## Karriere
Hoersen begann bei Union Rheydt mit dem Fußball und wechselte noch als Jugendlicher zu Borussia Mönchengladbach, wo er 1991 auch seine Bundesligakarriere startete. Er debütierte am 16. November 1991 bei der 0:3-Niederlage gegen die Stuttgarter Kickers. Sieben Jahre spielte er für die Fohlenelf in der Abwehr und im Mittelfeld. In dieser Zeit nahm er zweimal am Endspiel um den DFB-Pokal teil, den er 1995 mit dieser Mannschaft gewann.
1998 ging Hoersen zum MSV Duisburg, wo er zwei Jahre in der Bundesliga und ein Jahr in der zweiten Bundesliga spielte. Nach einem weiteren Wechsel zum SV Waldhof Mannheim und einem kurzen Gastspiel beim Rheydter Spielverein folgte 2004/05 seine letzte Profistation bei Fortuna Düsseldorf, die zu dieser Zeit in der Regionalliga Nord spielten. Seine Karriere ließ er im Amateurbereich beim SC Union Nettetal und SC Kapellen-Erft ausklingen.
Thomas Hoersen arbeitet heute als Versicherungsmakler in Niederkrüchten.